# T.I.Q.S.
Die T.I.Q.S. GmbH & Co. KG war eine Tochtergesellschaft der boerse-stuttgart Holding GmbH und entwickelte, betrieb und vertrieb das Handelssystem T.I.Q.S., was für Trading Information and Quote System stand und ein Teil der Infrastruktur des EUWAX-Segments an der Börse Stuttgart war. Über diese elektronische Plattform übermittelten die EUWAX-Emittenten von über 1.300.000 verbrieften Derivaten fortlaufend An- und Verkaufspreise für diese Wertpapiere, sogenannte Quotes, an die Stuttgarter Börse.
Darüber hinaus fand das System als außerbörsliche Handelsplattform zwischen Marktpflegern und Intermediären Verwendung. Hier konnte der Privatkunde über die Livehandelsfunktion seiner Bank direkt mit den Emittenten außerbörslich handeln.
Geschäfte zwischen den über T.I.Q.S. direkt verbundenen Parteien wurden im Quote-Request-Verfahren oder durch Einstellung von Limitorders ausschließlich bilateral abgeschlossen. Demnach war T.I.Q.S. auch nicht als Multilaterales Handelssystem im Sinne der Finanzmarktrichtlinie zu betrachten. Die Handelszeiten waren börsentäglich von 8.00 Uhr bis 22.00 Uhr MEZ.